# Chrysochloris asiatica
Chrysochloris asiatica är en däggdjursart som först beskrevs av Carl von Linné 1758.  Chrysochloris asiatica ingår i släktet Chrysochloris och familjen guldmullvadar. IUCN kategoriserar arten globalt som livskraftig. Inga underarter finns listade i Catalogue of Life.
Arten blir 9 till 13 cm lång, väger 29 till 50 g och saknar svans. Pälsen på ovansidan kan vara svartaktig, mörkgrå, mörkbrun eller ljusare brun, ibland med en bronsfärgad, violett eller grönaktig skugga. Djurets undersida är täckt av ljusare päls. Ögonen är liksom hos andra guldmullvadar täckta av päls och där finns en ljusbrun fläck som kan täcka delar av kinden och nosen. Vid framtassarna är de ytter fingrarna utrustade med små klor och de två fingrar i mitten med långa smala klor.
Denna guldmullvad förekommer i västra Sydafrika. Den vistas i regioner med sandig jord som är täckta av varierande växtlighet. Arten hittas bland annat i landskapen fynbos och karoo samt i trädgårdar, på golfplatser eller jordbruksmark.
Chrysochloris asiatica gräver tunnlar i marken. Gångar som används vid födosöket ligger tät under markytan och viloplatsen ligger cirka 30 cm under marken. Vid de större tunnlarnas utgång förekommer mullvadshögar. Arten äter daggmaskar, marklevande insekter och andra ryggradslösa djur. Honor har vanligen två kullar mellan april och augusti. Ungarna diar sin mor två till tre månader och blir sedan självständiga.
Denna guldmullvad äter många skadeinsekter. Istället betraktas den ofta själv som skadedjur på grund av att den skapar hål i marken.